# Košice-Miskolc 2013
La Košice-Miskolc 2013, prima edizione della corsa, valida come evento dell'UCI Europe Tour 2013 categoria 1.2, si svolse il 23 marzo 2013 su un percorso di 121 km. Fu vinta dallo slovacco Michal Kolár, che giunse al traguardo con il tempo di 2h34'16" alla media di 46,86 km/h.
Al traguardo 60 ciclisti portarono a termine il percorso.

## Ordine d'arrivo (Top 10)
| Pos. | Corridore         | Squadra       | Tempo    |
| ---- | ----------------- | ------------- | -------- |
| 1    | Michal Kolár      | Dukla Trencin | 2h34'16" |
| 2    | Sergiu Cioban     | Tusnad        | s.t.     |
| 3    | Vitalij Popkov    | ISD Cont.     | s.t.     |
| 4    | Matej Jurčo       | Dukla Trencin | a 34"    |
| 5    | Krisztián Lovassy | Utensilnord   | a 2'08"  |
| 6    | Žolt Der          | Utensilnord   | a 2'13"  |
| 7    | Roman Broniš      | Dukla Trencin | a 2'14"  |
| 8    | Dmytro Krivtsov   | ISD Cont.     | s.t.     |
| 9    | Gabor Kasa        | Serbia        | s.t.     |
| 10   | Maxym Wassiljew   | ISD Cont.     | s.t.     |